# میکروسکوپ سنگ‌نگاری
میکروسکوپ سنگ نگاری نوعی میکروسکوپ است که در سنگ‌شناسی و کانی‌شناسی نوری به منظور تشخیص سنگ‌ها و کانی‌ها در مقاطع نازک استفاده می‌شود. سنگ‌نگاری شاخه‌ای از سنگ‌شناسی است که در آن سنگ‌ها به صورت تفضیلی شرح داده می‌شوند.